# Dimarts de Carnaval
El Dimarts de Carnaval o Dimarts Gras és l'últim dia del carnestoltes, abans del dimecres de cendra, el primer dia dels quaranta dies del temps de quaresma, el temps cristià caracteritzat pel dejuni. Al gruix del territori catalanoparlant es fa servir la forma Dimarts de Carnaval, mentre que al Rosselló també se l'anomena Dimarts Gras o Llarder, un terme que significa que encara es pot menjar carn però que a la resta de territoris catalanoparlants es relaciona amb el dijous gras.

## Dates
La data pot canviar des del 3 de febrer al 9 de març en anys que no siguin de traspàs o del 4 de febrer al 9 de març en anys de traspàs. La data depèn de la data de Pasqua.
El Dimarts de Carnaval dels anys anteriors:
- 2006 - 28 de febrer
- 2007 - 20 de febrer
- 2008 - 5 de febrer
- 2009 - 24 de febrer
- 2010 - 16 de febrer
- 2011 - 8 de març
- 2012 - 21 de febrer
- 2013 - 12 de febrer
- 2014 - 4 de març
- 2015 - 17 de febrer
- 2016 - 9 de febrer
- 2017 - 28 de febrer
- 2018 - 13 de febrer
- 2019 - 5 de març
- 2020 - 25 de febrer